# 伊勢国
伊勢国（いせのくに）は、かつて日本の地方行政区分だった令制国の一つ。東海道に属する。

## 「伊勢」の名称と由来
諸説があり未だ定説はない。谷川士清は『和訓栞』に、｢いせ」は「五十瀬(いそせ)」の転訛であるとの説を立てた。また、海に近いことから「磯(いそ)」が転じたとする説もある。または「伊呂勢（弟の意）」であり、出雲の分派としての機能から発達したという説がある。
表記例としては、「伊世国」も見られる（『続日本紀』天平勝宝4年10月8日条）。

## 領域
明治維新直前の領域は、現在の下記の区域に相当する。
- 三重県
  - 桑名郡木曽岬町
  - 桑名市
  - 員弁郡東員町
  - いなべ市
  - 三重郡川越町・朝日町・菰野町
  - 四日市市
  - 鈴鹿市
  - 亀山市
  - 津市
  - 松阪市
  - 多気郡明和町・多気町・大台町
  - 度会郡玉城町・度会町・南伊勢町
  - 度会郡大紀町の大部分（錦を除く）
  - 伊勢市
  - 志摩市の一部（磯部町山原・磯部町栗木広・磯部町桧山）
- 愛知県
  - 弥富市の一部（五明・五明町・小島町・川原欠・加稲・加稲九郎次町・三好・三好町・富島・富島町・中原・中原町・稲荷崎・加稲山町・稲荷崎町・境町および川平の一部・海老江の一部・栄南町の一部[注 2]）
  - 愛西市の一部（福原新田町の一部[注 3]）
- 岐阜県
  - 海津市の一部（海津町金廻・海津町油島[注 4]）

## 沿革
『日本書紀』などの倭姫命伝説では美し国（うましくに）と称された。
『伊勢国風土記』逸文によると、神武東征の際に派遣された天日別命が、国津神（土着の勢力）の伊勢津彦（イセツヒコ）を追放して伊勢平定を復命し、これを喜んだ神武天皇が神の名「イセ」にちなんで命名したとされる。大和政権の勢力がこの地域にまでおよんだことを神格化したものと考える説がある。
宝賀寿男は、伊勢津彦後裔の国造一族の動向から、弥生時代後期に神武天皇の勢力に追われて東国へ逃れた神狭命の史実がその実態であると主張した。なお天日別命は伊勢国造になったとされる。
7世紀の孝徳天皇の時代に、島津国造、伊賀国造、佐那県造、度逢県造、川俣県造、壱志県造、飯高県造、阿野県造の領域も含んだ伊勢国造の領域を中心に成立した。
天武天皇9年（680年）7月に伊賀国を分置した。
8世紀はじめまでに志摩国を分立したが、その正確な時期は不明である。分立当初、熊野灘に面した沿岸部（現在の南伊勢町にあたる地域）は志摩国に属していたが、天正10年（1582年）、伊勢国司の北畠信雄と紀伊新宮城主の堀内氏善が荷坂峠を境として、伊勢国度会郡と紀伊国牟婁郡に編入したため、志摩国は現在の鳥羽市・志摩市だけの地域となった。

### 近世以降の沿革
- 「旧高旧領取調帳」に記載されている明治初年時点での国内の支配は以下の通り（1,269村・679,122石）。太字は当該郡内に藩庁が所在。国名のあるものは飛地領。
  - 桑名郡（166村・61,266石余） - 幕府領（美濃郡代）、桑名藩、長島藩
  - 員弁郡（111村・50,772石余） - 桑名藩、武蔵忍藩、上総一宮藩
  - 朝明郡（64村・33,620石余） - 桑名藩、武蔵忍藩
  - 三重郡（91村・67,104石余） - 幕府領（信楽代官所）、旗本領、菰野藩、津藩、久居藩、桑名藩、亀山藩、神戸藩、武蔵忍藩、上総一宮藩、下野吹上藩、紀伊和歌山藩、伊勢内宮御師領
  - 河曲郡（33村・27,370石余） - 旗本領、神戸藩、亀山藩、津藩、久居藩、下野吹上藩、紀伊和歌山藩
  - 奄芸郡（60村・40,510石余） - 津藩、久居藩、紀伊和歌山藩
  - 鈴鹿郡（89村・66,554石余） - 幕府領（信楽代官所）、亀山藩、久居藩、津藩、神戸藩、伊勢神宮領
  - 安濃郡（83村・59,914石余） - 津藩、久居藩
  - 一志郡（115村・89,748石余） - 津藩、久居藩、紀伊和歌山藩
  - 飯高郡（110村・52,492石余） - 紀伊和歌山藩
  - 飯野郡（46村・26,049石余） - 津藩、志摩鳥羽藩、紀伊和歌山藩
  - 多気郡（131村・48,409石余） - 津藩、紀伊和歌山藩、下野吹上藩、志摩鳥羽藩、上総一宮藩、伊勢神宮領、伊勢外宮御師領
  - 度会郡（170村・55,307石余） - 幕府領（信楽代官所・山田奉行）、紀伊和歌山藩、志摩鳥羽藩、伊勢神宮領、久志本式部領[注 5]
- 慶応4年
  - 1月22日（1868年2月15日） - 戊辰戦争により桑名城が開城し、桑名藩領が名古屋藩取締地となる。
  - 3月7日（1868年3月30日） - 信楽代官所の管轄地域が大津裁判所の管轄となる。
  - 4月15日（1868年5月7日） - 美濃郡代の管轄地域が笠松裁判所の管轄となる。
  - 4月28日（1868年5月20日）[注 6] - 大津裁判所の管轄地域が大津県、笠松裁判所の管轄地域が笠松県の管轄となる。
  - 7月6日（1868年8月23日） - 伊勢神宮領などが度会府の管轄となる。
- 明治2年
  - 7月17日（1869年8月24日） - 度会府が改称して度会県となる。
  - 8月2日（1869年9月7日） - 伊勢国内の笠松県・大津県の管轄地域が度会県の管轄となる。
  - 8月10日（1869年9月15日） - 桑名藩が減封のうえ再興。桑名郡・朝明郡の領地はすべて安堵。員弁郡・三重郡の領地の一部は引き続き名古屋藩取締地となる。
- 明治3年（1870年）
  - 3月 - 名古屋藩取締地が度会県の管轄となる。
  - 10月 - 一宮藩領が度会県の管轄となる。
- 明治4年
  - 1月 - 徳川宗家の駿河府中藩への転封にともない、度会県が管轄する桑名郡の旧・幕府領の一部が遠江国榛原郡の領地に替えて長島藩領となる。
  - 7月14日（1871年8月29日） - 廃藩置県により、藩領が桑名県、長島県、菰野県、津県、久居県、亀山県、神戸県および忍県、吹上県、和歌山県、鳥羽県の飛地となる。
  - 11月22日（1872年1月2日） - 第1次府県統合により、桑名郡・員弁郡・朝明郡・三重郡・鈴鹿郡・河曲郡・奄芸郡・安濃郡が安濃津県、一志郡・飯高郡・飯野郡・多気郡・度会郡が度会県の管轄となる。
- 明治5年3月17日（1872年4月24日） - 安濃津県が改称して三重県となる。
- 明治9年（1876年）4月18日 - 第2次府県統合により、全域が三重県の管轄となる。
- 明治13年（1880年）5月10日 - 鍋田川左岸の桑名郡五明村・小島新田・福原新田・川原欠新田・赤津亀貝新田・加稲新田・加稲九郎治新田・三好新田・加稲附新田・富島新田・富島附新田・加稲山新田・稲荷崎新田・稲荷崎附新田・富崎新田・境新田の所属が愛知県海西郡に変更（福原新田は現・愛西市、その他は現・弥富市）。
- 明治16年（1883年）11月1日 - 桑名郡江内村・油島新田・金廻村の所属が岐阜県下石津郡に変更（現・海津市）。

## 国内の施設

### 国府

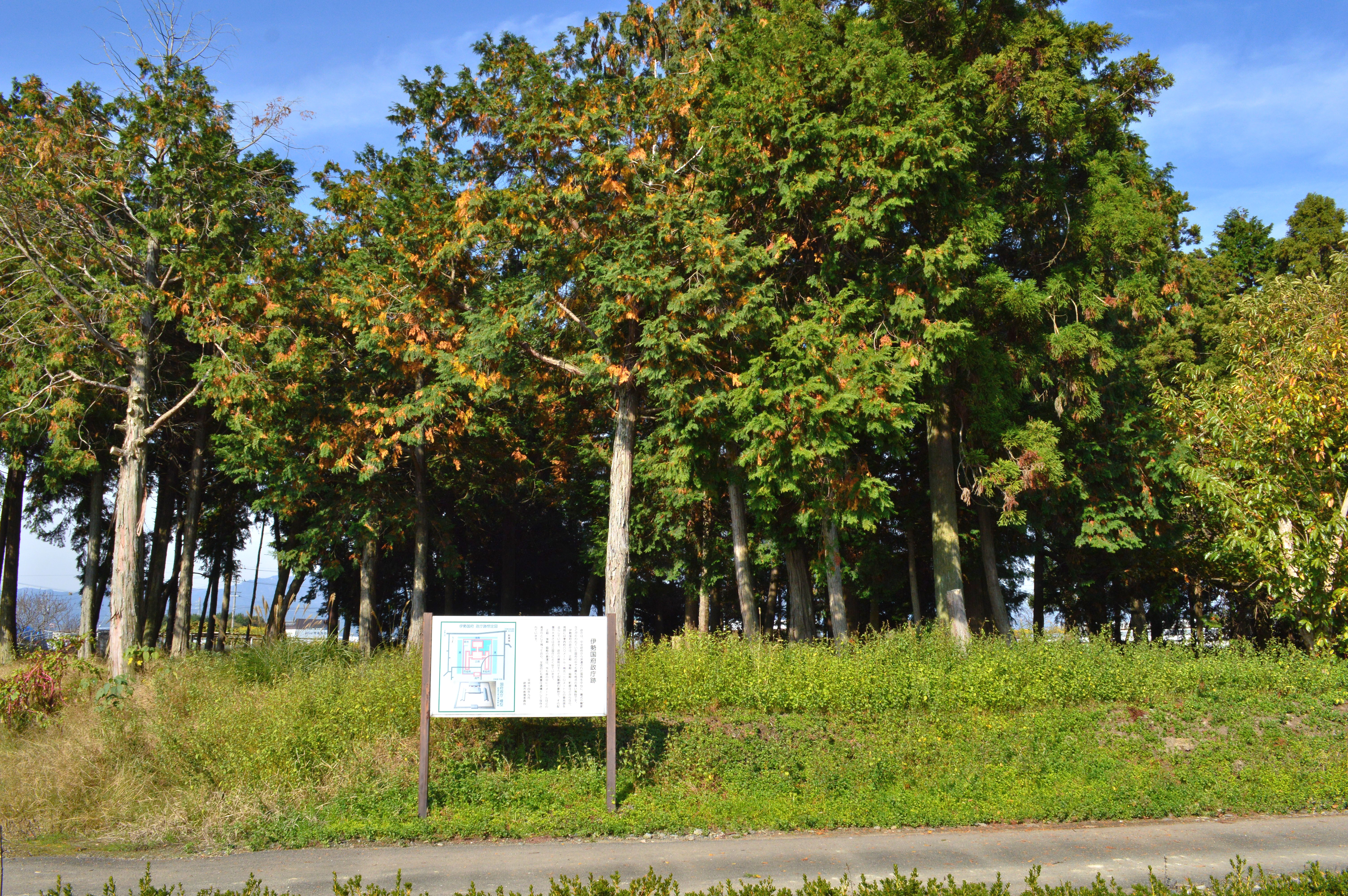
長者屋敷遺跡（伊勢国府跡）
（三重県鈴鹿市）

『和名抄』によれば伊勢国府は鈴鹿郡に所在した。奈良時代中ごろの国府（前期国府）は長者屋敷遺跡（鈴鹿市広瀬町・西富田町、北緯34度53分3.85秒 東経136度29分50.47秒 / 北緯34.8844028度 東経136.4973528度）とされ、同地は「伊勢国府跡」として国の史跡に指定されている。発掘調査では政庁および官衙の遺構が発見されているが、国府としての整備は未完成のまま機能を終えたと見られる。
初期国府・後期国府（奈良時代前期、奈良時代後期-平安時代）に関しては、鈴鹿市国府町付近にある可能性が非常に高いとされる。同地では三宅神社遺跡・天王山西遺跡などで関連遺構が見つかっているが、中心施設は未だ検出されていない。

### 国分寺・国分尼寺

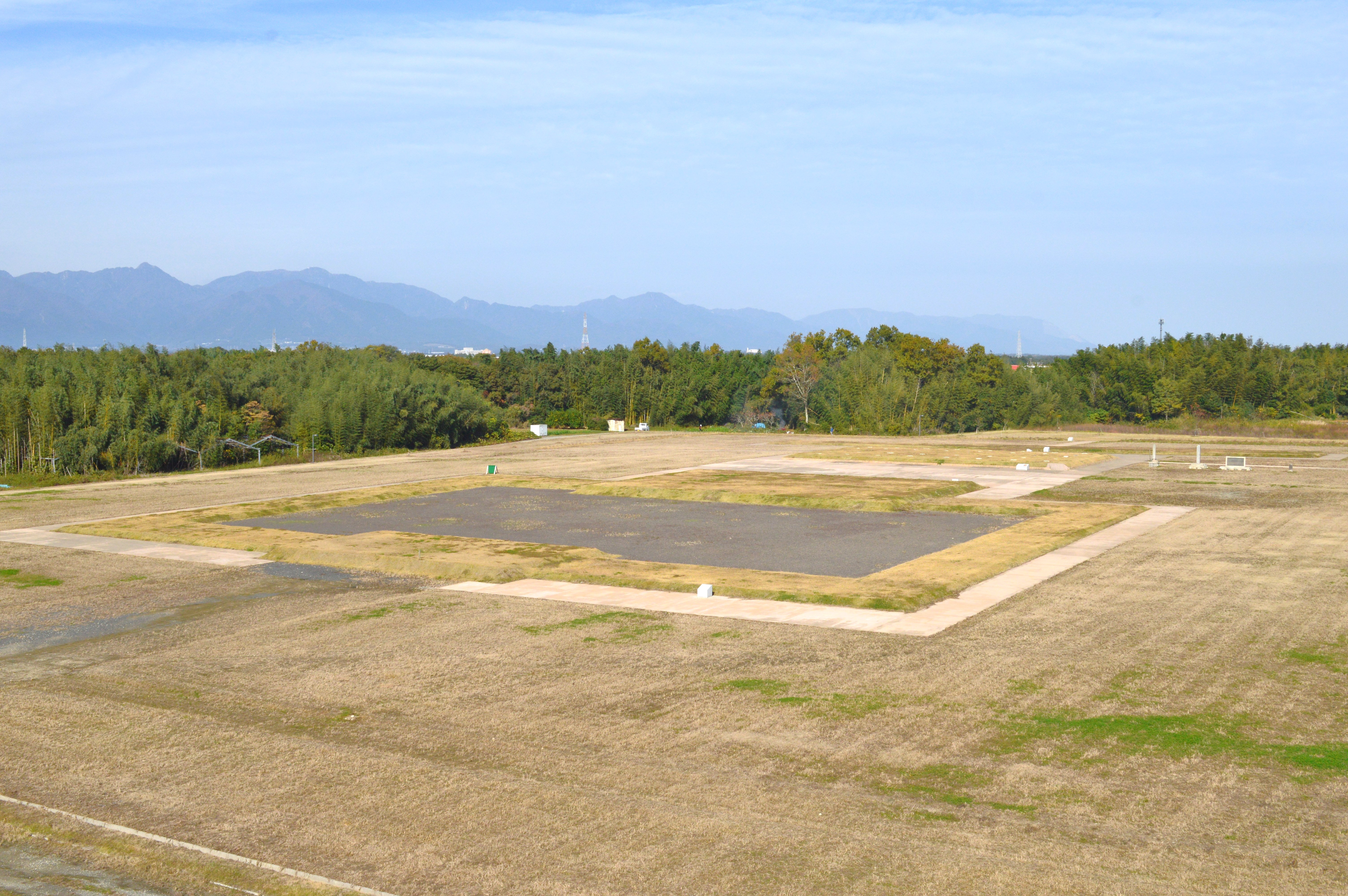
伊勢国分寺跡（三重県鈴鹿市）

- 伊勢国分寺跡（鈴鹿市国分町、北緯34度54分33.46秒 東経136度33分49.92秒 / 北緯34.9092944度 東経136.5638667度）
国の史跡。鈴鹿郡の国府跡から東に約7キロメートル離れ、河曲郡に属する。推定寺域は約180メートル四方で、金堂・講堂・中門・僧坊といった主要伽藍の遺構が見つかっているが、塔跡は見つかっていない[7]。古代寺院跡近くにある常慶山金光明院国分寺（鈴鹿市国分町）のほか、明星山国分寺（亀山市白木町新田）、護国山人生尹丸刀院国分寺（松阪市伊勢寺町）が法燈を伝承する。
- 伊勢国分尼寺跡
未詳。鈴鹿市国分町の集落部分に位置する国分遺跡と推定されるが、詳らかではない。発掘調査では、寺域区画と推測される溝・掘立柱塀が発見されている[7]。

なお国分寺跡・国分尼寺跡そばでは、白鳳寺院の遺構である南浦廃寺跡（大鹿廃寺跡）や、河曲郡衙跡（狐塚遺跡）の立地が知られる。

### 神社
延喜式内社
『延喜式神名帳』には、大社18座9社・小社235座223社の計253座232社が記載されている（「伊勢国の式内社一覧」参照）。大社9社は以下に示すもので、そのうち2社は名神大社である。
- 度会郡
  - 大神宮三座 - 式内大社。
    - 比定社：皇大神宮（伊勢市宇治館町、北緯34度27分18.56秒 東経136度43分30.74秒 / 北緯34.4551556度 東経136.7252056度） - 伊勢神宮内宮。

  - 荒祭宮 - 式内大社。
    - 比定社：荒祭宮（伊勢市宇治館町、北緯34度27分22.06秒 東経136度43分29.86秒 / 北緯34.4561278度 東経136.7249611度） - 皇大神宮別宮。皇大神宮境内。

  - 滝原宮 - 式内大社。
    - 比定社：瀧原宮（度会郡大紀町滝原、北緯34度21分58.64秒 東経136度25分33.37秒 / 北緯34.3662889度 東経136.4259361度） - 皇大神宮別宮。

  - 伊佐奈岐宮二座 - 式内大社。
    - 比定社：伊佐奈岐宮・伊佐奈弥宮（伊勢市中村町） - 皇大神宮別宮。月讀宮境内。

  - 月読宮二座 - 式内大社。
    - 比定社：月讀宮・月讀荒御魂宮（伊勢市中村町、北緯34度28分24.19秒 東経136度43分44.00秒 / 北緯34.4733861度 東経136.7288889度） - 皇大神宮別宮。

  - 度会宮四座
    - 比定社：豊受大神宮（伊勢市豊川町、北緯34度29分14.09秒 東経136度42分10.41秒 / 北緯34.4872472度 東経136.7028917度） - 伊勢神宮外宮。

  - 高宮 - 式内大社。
    - 比定社：多賀宮（伊勢市豊川町、北緯34度29分7.64秒 東経136度42分14.18秒 / 北緯34.4854556度 東経136.7039389度） - 豊受大神宮別宮。豊受大神宮境内。
- 壱志郡 阿射加神社三座 - 名神大社。
  - 比定論社：阿射加神社（松阪市小阿坂町、北緯34度35分26.92秒 東経136度28分7.27秒 / 北緯34.5908111度 東経136.4686861度）
  - 比定論社：阿射加神社（松阪市大阿坂町、北緯34度35分53.65秒 東経136度28分5.64秒 / 北緯34.5982361度 東経136.4682333度）
- 桑名郡 多度神社 - 名神大社。
  - 比定社：多度大社（桑名市多度町多度）

総社・一宮以下
『中世諸国一宮制の基礎的研究』に基づく一宮以下の一覧。
- 総社：不詳
  - 三宅神社（鈴鹿市国府町、北緯34度51分16.18秒 東経136度30分25.92秒 / 北緯34.8544944度 東経136.5072000度） - 明治以前の旧称を「惣社大明神」といい、平安時代ごろの伊勢国府推定地に鎮座。
  - 伊奈冨神社（鈴鹿市稲生西、北緯34度50分14.45秒 東経136度33分8.22秒 / 北緯34.8373472度 東経136.5522833度） - 中世以来は事実上総社として機能したとされる。
- 一宮：椿大神社（鈴鹿市山本町御旅、北緯34度57分51.17秒 東経136度27分5.57秒 / 北緯34.9642139度 東経136.4515472度）
山本神主家所蔵『大般若経』のうち明徳2年（1391年）の奥書を有する巻が初見。ただし後世の追筆の可能性があり、その場合は『類聚既験抄』（南北朝時代）が初見。
- 二宮：多度神社 （桑名市多度町多度、北緯35度8分4.39秒 東経136度37分26.42秒 / 北緯35.1345528度 東経136.6240056度）
『類聚既験抄』が初見（ただしこの史料のみ）。事実上は一宮であった可能性が高いとされる。

なお、都波岐神社（鈴鹿市一の宮町）に関しても『大日本国一宮記』を基に一宮とする説が知られる。しかしこれは、椿大神社に関して「椿宮」を「チングウ」と読まれないように「椿宮<都波岐神社>」と記されたのが、都波岐神社との混同を招いたことによるとされる。

### 安国寺利生塔
- 總見寺 - 愛知県名古屋市中区大須。

## 地域

### 郡
- 桑名郡
- 員弁郡
- 朝明郡
- 三重郡
- 鈴鹿郡
- 河曲郡
- 奄芸郡
- 安濃郡
- 一志郡
- 飯高郡
- 飯野郡
- 多気郡
- 度会郡

### 江戸時代の藩
| 藩名            | 居城         | 藩主 |
| --------------- | ------------ | --- |
| 津藩            | 津城         | 富田信高（7万石、1600年-1608年）。伊予宇和島12万石に移封 藤堂家（22万950石→27万950石→32万3950石→27万3950石→27万950石、1608年-1871年） |
| 久居藩 津藩支藩 | 久居陣屋     | 藤堂家（5万石→5万3000石→5万8700石、1669年-1871年） |
| 桑名藩          | 桑名城       | 本多家（10万石、1601年-1617年）。播磨姫路藩15万石に移封 松平（久松）家（11万石→11万7000石→11万石、1617年-1635年）伊予松山藩15万石に移封 松平（久松）家（11万3000石、1635年-1710年）。越後高田藩11万3千石に移封 松平（奥平）家 （10万石、1710年-1823年）武蔵忍藩10万石に移封。 松平（久松）家 （11万3000石→（1868年取り潰し）→6万石、1823年-1871年） |
| 伊勢亀山藩      | 伊勢亀山城   | 関一政（3万石、1600年-1610年）。伯耆黒坂藩5万石に移封 松平忠明（5万石、1610年-1615年）。摂津大坂藩10万石に移封 天領（1615年-1619年） 三宅家（1万石→1万2千石、1619年-1636年）。三河挙母藩1万2千石に移封 本多俊次（5万石、1636年-1651年）。近江膳所藩7万石に移封 石川憲之（5万石、1651年-1669年）。山城淀藩6万石に移封 松平乗邑（6万石、1669年-1717年）。山城淀藩6万石に移封 板倉家（5万石、1717年-1744年）。備中松山藩5万石に移封 石川家（6万石、1744年-1871年） |
| 長島藩          | 長島城       | 菅沼家（2万石、1601年-1621年）。近江膳所藩3万1千石に移封 松平（久松）家（1万石、1649年-1702年）。改易 増山家（2万石、1702年-1871年） |
| 神戸藩          | 神戸城       | 一柳直盛（5万石、1601年-1636年）。伊予西条藩6万8千石に移封 天領（1636年-1651年） 石川家（1万石→2万石→1万7千石、1651年-1732年）。常陸下館藩2万石に移封 本多家（1万石→1万5千石、1732年-1871年） |
| 菰野藩          | 菰野陣屋     | 土方家（1万2000石、1600年-1871年） |
| 田丸藩          | 田丸城       | 稲葉家（4万5700石、1600年-1616年）。摂津中島藩4万5700石へ移封 久野家（1万石、1619年-1871年）。但し、紀伊和歌山藩御附家老 |
| 松坂藩          | 松坂城       | 古田家（5万5千石、1600年-1619年）。石見浜田藩5万4千石に移封。領地は紀州藩領に |
| 伊勢上野藩      | 伊勢上野城   | 分部家（2万石、1600年-1619年）。近江大溝藩2万石に移封。領地は紀州藩領に |
| 八田藩          | 東阿倉川陣屋 | 加納家（1万石→1万3000石、1726年-1826年）。飛び地であった上総一宮藩へ陣屋を移す |
| 伊勢西条藩      | 菊間陣屋     | 有馬家（1万石、1727年-1737年（1745年））。南林崎に陣屋を移す |
| 南林崎藩        | 南林崎陣屋   | 有馬家（1万石、1737年（1745年）-1781年）。上総五井藩に陣屋を移す |
| 林藩            | 林城         | 織田信重（1万石、1600年-1615年）。改易・廃藩 |
| 雲出藩          |              | 蒔田広定（1万石、1600年-1603年）。備中浅尾藩に1万3千石に移封。領地は津藩領に |

## 人物

### 国司

#### 伊勢守
- 石川名足（従五位下）：天平宝字7年（763年）任官
- 百済王理伯（従四位下）：宝亀2年（771年）任官
- 大伴家持（従四位下）：宝亀7年（776年）任官
- 石川名足（従四位下）：宝亀11年（780年）任官
- 菅野真道（従四位下）：延暦16年（797年）任官
- 和入鹿麻呂（従四位下）：延暦25年（806年）任官
- 藤原大継（従四位下）：延暦25年（806年）任官
- 吉備泉（正四位下）：大同5年（810年）任官
- 藤原真夏（正四位下）：大同5年（810年）任官
- 藤原仲成（従四位下）：大同5年（810年）任官
- 御長広岳（従四位下）：弘仁元年（810年）任官
- 藤原貞嗣（従四位上）：弘仁10年（819年）任官
- 藤原藤成（従四位下）：弘仁13年（822年）任官
- 藤原吉野（従五位上）：天長3年（826年）任官
- 藤原家雄（従四位下）：天長8年（831年）任官
- 長田王（従五位下）：天長10年（833年）任官
- 丹墀清貞（従五位上）：天長11年（834年）任官
- 和気仲世（従四位下）：承和6年（839年）任官
- 三原春上（従四位上）：承和6年（839年）任官
- 長岑高名（正四位下）：承和10年（843年）任官
- 藤原仲統（従五位上）：嘉祥2年（849年）任官
- 藤原長良（従四位上）：嘉祥3年（850年）任官
- 源融（従三位）：仁寿元年（851年）任官
- 藤原長良（従四位上）：嘉祥3年（850年）任官
  - 紀有常（従五位上）：天安元年（850年）任官（権守）
- 菅原是善（従四位下）：天安2年（851年）任官
- 源多（従四位上）：天安2年（851年）任官
- 源冷（従四位上）：貞観3年（861年）任官
- 源興（従四位上）：貞観6年（864年）任官
  - 藤原宣（従五位上）：貞観7年（865年）任官（権守）
- 多治貞岑（従四位下）：貞観10年（868年）任官
  - 藤原有蔭（従五位下）：貞観11年（869年）任官（権守）
- 基棟王（従四位上）：貞観16年（874年）任官
  - 藤原諸藤（従五位上）：元慶2年（878年）任官（権守）
- 興基王（従四位上）：元慶4年（880年）任官
- 藤原興世（従五位下）：元慶7年（883年）任官
  - 安倍興行（従五位上）：元慶7年（883年）任官（権守）
- 藤原継蔭（従五位下）：仁和元年（885年）任官
  - 源興基（従四位下）：仁和3年（887年）任官（権守）
- 平維衡：寛弘3年（1006年）任官。伊勢平氏の基礎を築く
- 中原致時（従四位上）：寛弘5年（1008年）任官
- 藤原長能（従五位上）：寛弘6年（1009年）任官
- 源俊重：長和2年（1013年）任官
- 藤原考忠：長和5年（1016年）任官
- 源兼資：寛仁2年（1018年）任官
  - 藤原正忠：寛仁3年（1019年）任官（権守）
- 源頼親：万寿元年（1024年）任官
- 源頼信：長元元年（1028年）離任
- 源頼兼：長元8年（1035年）任官
- 橘兼懐：長暦2年（1038年）任官
- 平盛国

#### 伊勢介
- 田中浄人：延暦8年（789年）任官

#### 室町時代伊勢国司
室町幕府成立後も、南朝の重臣北畠親房の子孫が伊勢国司となって南伊勢に勢力を誇り、北伊勢を治める幕府守護と対立した。5代国司（伊勢北畠家としては4代）北畠教具の代に幕府と和睦し、伊勢守護も兼ねるようになった。
- 北畠顕信：初代。延元元年/建武3年（1336年）任官
- 北畠顕能：2代。延元3年/建武5年（1338年）任官。伊勢北畠家初代
- 北畠顕泰：3代。永徳3年/弘和3年（1383年）任官
- 北畠満雅：4代。応永19年（1412年）？任官
- 北畠教具：5代。嘉吉元年（1441年）任官。伊勢国守護も兼ねる
- 北畠政郷：6代。文明3年（1471年）任官。伊勢国守護も兼ねる
- 北畠材親：7代。文明18年（1486年）任官。伊勢国守護も兼ねる
- 北畠晴具：8代。永正8年（1511年）任官
- 北畠具教：9代。天文22年（1553年）任官
- 北畠具房：10代。永禄6年（1563年）任官
- 北畠具豊（織田信雄）：11代。天正3年（1575年）任官

### 武家官位としての伊勢守

#### 江戸時代以前
- 岡田時常
- 室町幕府政所執事伊勢氏
  - 伊勢貞親
  - 伊勢貞宗
  - 伊勢貞陸
  - 伊勢貞忠
  - 伊勢貞孝
  - 伊勢貞興
- 尾張国上四郡守護代岩倉織田氏（伊勢守家）
  - 織田敏広：岩倉織田氏第2代当主
  - 織田寛広：岩倉織田氏第3代当主
  - 織田信安：岩倉織田氏第5代当主
  - 織田信賢：岩倉織田氏第6代当主
- 織田敏定：尾張国下四郡守護代清洲織田氏（大和守家）第3代当主
- 石川晴光：戦国時代の大名。陸奥石川氏第24代当主
- 木村定重：安土桃山時代の武将、豊臣政権の大名
- 水谷正村：結城氏家臣の戦国武将。御料所回復の功績によって特に授けられる
- 上泉信綱：上泉伊勢守、戦国時代の兵法家。新陰流の祖
- 籠谷政高：籠谷伊勢守、宇都宮氏の家臣で戦国武将

#### 江戸時代
- 備後福山藩阿部家
  - 阿部正福：第2代藩主・老中
  - 阿部正倫：第4代藩主・老中
  - 阿部正弘：第7代藩主・老中首座
- 丹波園部藩小出家
  - 小出英知：第2代藩主
  - 小出英利：第3代藩主
  - 小出英持：第5代藩主
  - 小出英常：第6代藩主
  - 小出英筠：第7代藩主
  - 小出英発：第8代藩主
  - 小出英尚：第10代藩主
- 信濃高島藩諏訪家
  - 諏訪忠林：第5代藩主
  - 諏訪忠粛：第7代藩主
  - 諏訪忠恕：第8代藩主
  - 諏訪忠礼：第10代藩主
- 豊後佐伯藩毛利家
  - 毛利高政：初代藩主
  - 毛利高直：第3代藩主
  - 毛利高標：第8代藩主
  - 毛利高泰：第11代藩主
  - 毛利高謙：第12代藩主
- 越後黒川藩柳沢家
  - 柳沢里済：第2代藩主
  - 柳沢信有：第5代藩主
  - 柳沢光被：第6代藩主
  - 柳沢光昭：第7代藩主
- 武蔵久喜藩・出羽長瀞藩米津家
  - 米津政武：武蔵久喜藩初代藩主
  - 米津政懿：出羽長瀞藩第2代藩主
  - 米津政明：長瀞藩第4代藩主
  - 米津政敏：長瀞藩第5代藩主
- その他
  - 安藤重長：上野高崎藩第2代藩主
  - 安藤信正：陸奥磐城平藩第5代藩主・老中
  - 板倉勝暁：上野安中藩第2代藩主
  - 稲葉恒通：豊後臼杵藩第7代藩主
  - 植村家教：大和高取藩第10代藩主
  - 内田正純：下総小見川藩第4代藩主
  - 内田正容：小見川藩第6代藩主
  - 遠藤慶利：美濃八幡藩第2代藩主
  - 大村純庸：肥前大村藩第6代藩主
  - 織田信学：出羽天童藩第2代藩主
  - 加藤明経：近江水口藩第2代藩主
  - 加藤明堯：水口藩第4代藩主
  - 京極高盛：丹後田辺藩第3代藩主、但馬豊岡藩初代藩主
  - 九鬼隆由：摂津三田藩第7代藩主
  - 黒田直侯：上総久留里藩第6代藩主
  - 黒田直和：久留里藩第8代藩主
  - 関長克：備中新見藩第9代藩主
  - 戸田氏長：美濃大垣藩第5代藩主
  - 南部信房：陸奥八戸藩第7代藩主
  - 北条氏治：河内狭山藩第4代藩主
  - 北条氏燕：狭山藩第11代藩主
  - 本庄道利：美濃高富藩第7代藩主
  - 本庄道貫：高富藩第9代藩主
  - 本多康重：三河岡崎藩初代藩主
  - 本多康紀：岡崎藩第2代藩主
  - 牧野忠泰：越後三根山藩主
  - 松平光和：信濃松本藩第4代藩主
  - 松平康員：石見浜田藩第3代藩主
  - 水谷勝隆：常陸下館藩第2代藩主
  - 森政房：播磨赤穂藩第4代藩主
  - 柳沢吉里：甲斐甲府藩第2代藩主、大和郡山藩初代藩主
  - 脇坂安清：播磨龍野藩第3代藩主
  - 脇坂安実：龍野藩第6代藩主

### 守護

#### 鎌倉幕府
- 山内首藤経俊（1185年 - 1204年）
- 平賀朝雅（1204年 - 1205年）
- 大内惟信（1205年 - 1221年）
- 北条時房（1221年 - 1238年）
- 北条顕時（1278年 - 1301年）
- 北条貞顕（1301年 - 1330年）
- 北条貞冬（1331年 - 1333年）

#### 室町幕府
志摩国守護も兼任。
- 畠山高国（1336年 - 1338年）
- 高師秋（1338年 - 1342年）
- 仁木義長（1342年 - 1349年）
- 石塔頼房（1349年 - 1351年）
- 細川清氏（1352年）
- 仁木義長（1352年 - 1360年）
- 土岐頼康（1360年 - 1366年）
- 仁木義長（1366年 - 1367年）
- 細川頼之（1367年 - 1371年）
- 細川満之（1372年 - 1376年）
- 山名五郎（1377年 - 1379年）
- 土岐頼康（1379年 - 1387年）
- 土岐康行（1387年 - 1389年）
- 仁木満長（1389年 - 1391年）
- 土岐康行（1391年 - 1392年）
- 仁木満長（不明 - 1396年）
- 仁木義員（1396年 - 1399年）
- 土岐康行（1400年 - 1404年）
- 土岐康政（1404年 - 1424年）
- 畠山満家（1424年 - 1428年）
- 土岐持頼（1428年 - 1440年）
- 一色教親（1440年 - 1451年）
- 一色義直（1451年 - 1467年）
- 土岐政康（1467年 - 不明）
- 北畠教具（不明 - 1471年）
- 北畠政郷（1471年 - 不明）
- 一色義春（1477年 - 1484年）
- 一色義直（1484年 - 1491年）
- 一色義秀（不明 - 1498年）
- 北畠材親（1508年 - 1511年）

### 戦国時代
- 戦国大名
  - 関氏（伊勢北部）
  - 長野工藤氏（伊勢中部）
  - 神戸氏（伊勢中部）
  - 北畠家（伊勢南部）
- 織豊政権の大名
  - 織田信雄（北畠具豊）：松ヶ島城→清洲城→長島城、1575年-1590年。南伊勢の他尾張・伊賀・約100万石を領有するが、豊臣秀吉により改易
  - 織田信孝（神戸信孝）：神戸城、1572年-1582年。美濃国岐阜城に移封
  - 織田信包（長野信包）：伊勢上野城→津城、1576年-1594年。秀吉により改易
  - 滝川一益：長島城、1574年-1582年。上野厩橋城に移封
  - 蒲生氏郷：松ヶ島城→松坂城12万石、1582年-1590年。陸奥会津城42万石に移封
  - 豊臣秀次：1590年-1595年。信雄改易後にその旧領を受け継ぐが、切腹。
  - 富田一白・信高：津城5万石、1595年-1600年。関ヶ原の戦い後も津藩7万石として領土安堵
  - 氏家行広：桑名城2万2000石、1590年-1600年。関ヶ原の戦い後に改易
  - 牧村利貞・稲葉道通：岩出2万石、1590年-1600年。関ヶ原の戦い後に伊勢田丸藩4万5700石に移封
  - 滝川雄利：神戸城2万石、1590年-1600年。関ヶ原の戦い後に改易、後に常陸片野藩2万石
  - 土方雄氏：菰野1万石、1596年-1599年。関ヶ原の戦い後に菰野藩1万2千として復活
  - 福島高晴：長島城1万石、1598年-1600年。関ヶ原の戦い後に大和宇陀松山藩に移封
  - 織田信重：伊勢林城1万石、1594年-1600年。関ヶ原の戦い後にも林藩1万石として領土安堵
  - 分部光嘉：伊勢上野城1万石、1598年-1600年。関ヶ原の戦い後にも伊勢上野藩2万石として領土安堵
  - 蒔田広光・蒔田広定：4万石、-1600年。関ヶ原の戦い後に一旦改易、後に雲出藩1万石として復活

## 伊勢国の合戦
- 998年：平維衡と平致頼の合戦
- 1184年：三日平氏の乱 (平安時代)、反平家軍（大内惟義） x 平家軍残党（平家継）
- 1204年：三日平氏の乱 (鎌倉時代)、鎌倉幕府軍（平賀朝雅） x 伊勢平氏残党（若菜五郎）
- 1336年 - 1392年：南北朝の騒乱
  - 伊勢国は南朝方の拠点の一つであり、断続的に北朝方との合戦が行われた。国司・北畠顕泰は南北朝統一後も、南朝の元号をしばらく使用していた
- 1414年：北畠満雅の挙兵。後亀山天皇の皇子である小倉宮恒敦をたてて幕府（北朝）に対して挙兵し、阿坂城に籠城したが、後に和睦
- 1428年：北畠満雅の挙兵。小倉宮恒敦の子小倉宮聖承をたてて再び挙兵したが、満雅は伊勢阿濃郡岩田の戦いで戦死。
- 1569年：大河内城の戦い、織田信長軍 x 北畠具教・北畠具房
- 1570年 - 1574年：織田信長の伊勢平定、織田信長軍 x 本願寺
- 1600年：安濃津城の戦い、東軍（富田信高） x 西軍（毛利秀元、長宗我部盛親）